# Ambloplites cavifrons
Ambloplites cavifrons är en art i familjen solabborrfiskar som lever i östra USA.

## Utseende
Ambloplites cavifrons är en kraftig fisk med en kropp som är sammantryckt från sidorna, med röda ögon och nästan helt fjällösa kinder. Färgen är olivgrön, brun eller gulbrun upptill, bleknande till mera gråaktigt på sidorna och beige på buken. Övre delen av kroppen har dessutom små, vitaktiga till gula fläckar. Den påminner om den nära släktingen klippabborre, och precis som den har den mörka fläckar på fjällen, men hos denna art är fläckarna mycket mindre. Den kan nå en maxlängd av 36 cm, och en högsta vikt av 0,62 kg..

## Vanor
Arten lever i tämligen stora, syrerika vattendrag (sällan sjöar) med fast botten och nära neutral surhetsgrad. I djupare vatten kan den söka skydd vid stenblock och exponerade trädrötter. Födan består framför allt av kräftdjur, för de vuxna fiskarna i synnerhet kräftor.

### Fortplantning
Könsmognaden inträffar vid omkring 2 års ålder. Lektiden infaller från mitten av maj till mitten av juni, då hanen bygger ett näste på botten. I detta lockar han förbipasserande honor att lägga ägg. Han bevakar sedan dessa och de unga larverna.

## Utbredning
XXX är förmodligen den solabborre som har det minsta utbredningsområdet. Ursprungsområdet var floderna Chowan, Roanoke, Tar och Neuse i Virginia och North Carolina. Den har senare inplanterats i andra floder i angränsande områden, men dessa har inte varit särskilt lyckosamma, och det är egentligen bara inplanteringen i Tennesseefloden som har haft någon framgång. Även beståndet i Roanokeflodens övre lopp är nästan utrotat. Den är emellertid ingenstans vanlig, och IUCN klassificerar den som sårbar ("VU"). Främsta hoten är vattenregleringar och föroreningar. Även inplanterade klippabborrar utgör ett hot, dels på grund av födokonkurrens, dels på grund av utspädning av genpoolen genom att de båda arterna hybridiserar.